# کوه ترکمان
کوه تُرکمان (به عربی: جبل تُرکمان، ترکی: Türkmen Dağı) رشته‌کوهی در شمال منطقه لاذقیه سوریه است، در منطقه‌ای که به زبان ترکی محلی باییربوجاک نامیده می‌شود که هم‌مرز با کشور ترکیه است. این رشته‌کوه در امتداد شرقی استان لاذقیه قرار دارد. بیشتر ساکنان این منطقه ترکمانان سوریه هستند و در اواخر سال ۲۰۱۵ شاهد فعالیت‌های نظامی ارتش سوریه و حملات هوایی روسیه بوده‌اند. از آغاز جنگ داخلی سوریه نزدیک به ۳۰۰۰۰۰ ترکمان آواره شده‌اند، به ویژه در کوههای ترکمان، جایی که دولت با مجبور کردن آخرین خانواده های ترکمان باقی مانده برای رفتن به ترکیه، یک تغییر جمعیتی را ایجاد و خانواده‌های علوی را در این مناطق مستقر کرد. این مناطق تحت کنترل نیروهای دولتی است.
دو فروند جنگنده اف-۱۶ ارتش ترکیه در ۲۴ نوامبر ۲۰۱۵ یکی از دو جنگنده روسی سوخو-۲۴ را در سوریه سرنگون کردند. هر دو خلبان با ایمنی از هواپیما خارج شدند، اما یک خلبان توسط نیروهای ترکمن کشته شد.